# Старый Киструс
Старый Киструс — село в Спасском районе Рязанской области, входит в состав Киструсского сельского поселения.

## География
Село расположено на берегу реки Кистрянка в 1 км на север от центра поселения села Новый Киструс и в 20 км на северо-восток от районного центра города Спасск-Рязанский.

## История
В платёжных книгах Старорязанского стана за 1594-1597 год село Киструс упоминается как вотчина боярина Годунова. Село Киструс при речке Кистрянке упоминается также у Олеария. В окладных книгах 1676 года в селе значится церковь Воскресенья Господа Бога и Спаса нашего Иисуса Христа. В 1781 году в селе имелось две деревянных церкви — во имя Воскресения Христова и Николаевская. В 1786 году прихожане просили об освящении перестроенной Никольской церкви с Дмитровским приделом, но в 1787 году церковь эта сгорела. В 1825 году дозволено было покрыть Воскресенскую церковь тесом, в 1875 году в трапезе устроены были печи. С 1861 года существовала школа. 
В XIX — начале XX века село входило в состав Китрусской волости Спасского уезда Рязанской губернии. В 1906 году в деревне было 310 дворов.
С 1929 года село являлось центром Старокиструсского сельсовета Спасского района Рязанского округа Московской области, с 1937 года — в составе Рязанской области, с 2005 года — в составе Киструсского сельского поселения.

## Население
| 1859 | 1897  | 1906  | 2010 |
| ---- | ----- | ----- | ---- |
| 1707 | ↗1832 | ↗2148 | ↘250 |

## Инфраструктура
В селе имеются Старокиструсская средняя школа.